# Český historický ústav v Římě

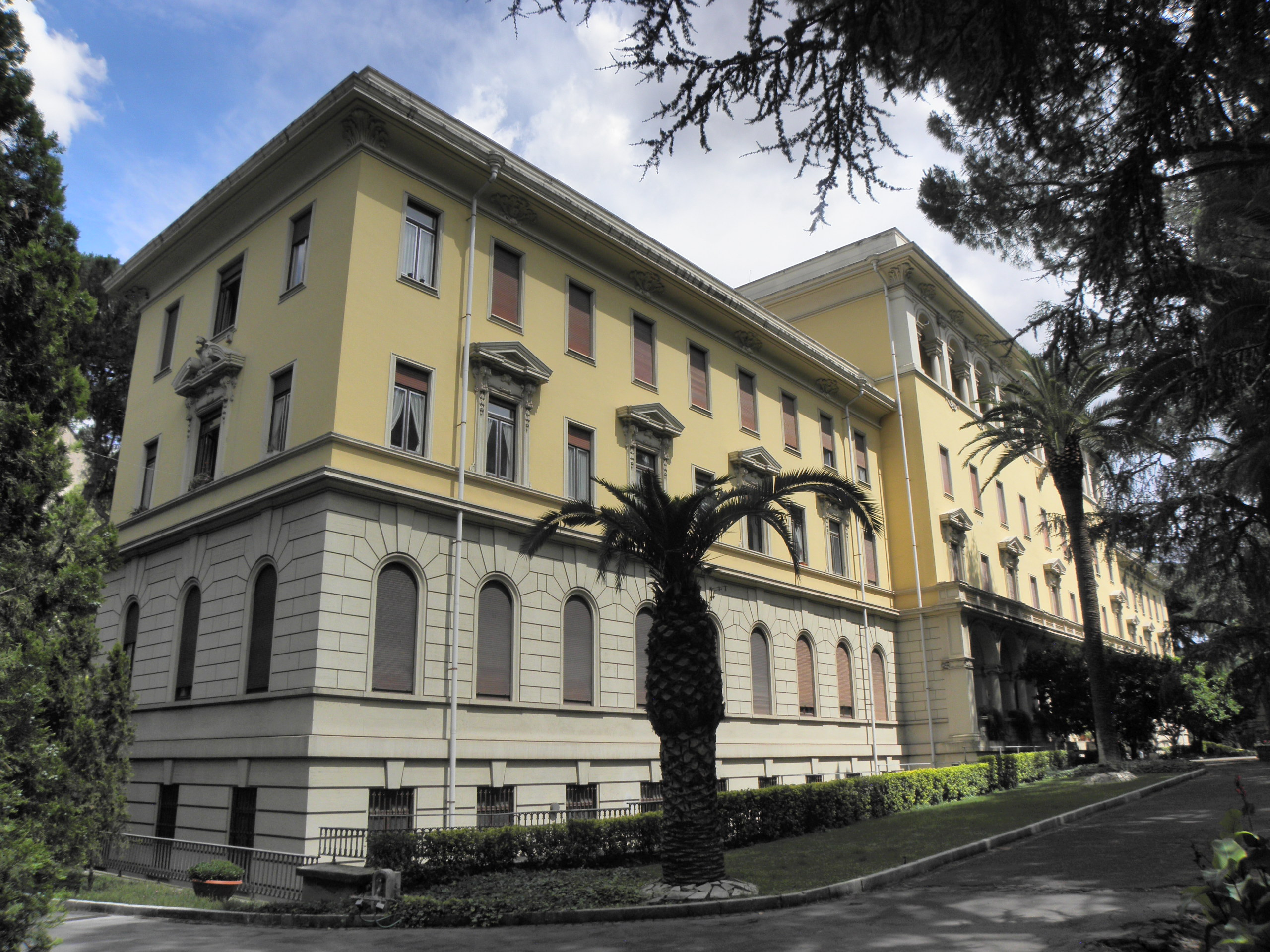
Das Nepomucenum, Sitz des Istituto storico ceco di Roma

Das Český historický ústav v Římě (italienisch Istituto storico ceco di Roma, „Tschechisches Historisches Institut in Rom“) ist eine tschechische Forschungseinrichtung mit Sitz in Rom. Die 1993 gegründete Einrichtung ist eine Abteilung des Historischen Instituts der Tschechischen Akademie der Wissenschaften.
Das tschechische Institut steht in der Tradition des zwischen 1921 und 1923 gegründeten Tschechoslowakischen Instituts in Rom, das nach deutscher Okkupation und dem Ende der Ersten Tschechoslowakischen Republik im Jahr 1941 geschlossen wurde. Untergebracht ist es im Päpstlichen Collegium Nepomucenum. Seit 1998 ist es Mitglied der Unione internazionale degli istituti di archeologia, storia e storia dell’arte in Roma. Die sich im Wiederaufbau befindliche Bibliothek umfasst mittlerweile rund 4000 Bände. Das Institut gibt die Zeitschrift Bollettino dell’Istituto Storico Ceco di Roma heraus. Zu seinen wissenschaftlichen Kernaufgaben zählt die Herausgabe der Monumenta Vaticana res gestas Bohemicas illustrantia. Im Rahmen des internationalen Editionsprojektes Epistulae et acta nuntiorum apostolicorum apud imperatorem ist das Institut für die Jahre 1594–1628 verantwortlich.

## Direktoren
- Zdeňka Hledíková (1993–2009)
- Jaroslav Pánek (seit 2009)